# 3140 Stellafane
3140 Stellafane је астероид главног астероидног појаса са пречником од приближно 24,75 .
Афел астероида је на удаљености од 3,336 астрономских јединица (АЈ) од Сунца, а перихел на 2,700 АЈ.
Ексцентрицитет орбите износи 0,105, инклинација (нагиб) орбите у односу на раван еклиптике 11,270 степени, а орбитални период износи 1915,280 дана (5,243 година).
Апсолутна магнитуда астероида је 10,90 а геометријски албедо 0,125.
Астероид је откривен 9. јануара 1983. године.